# Charny (Quebec)

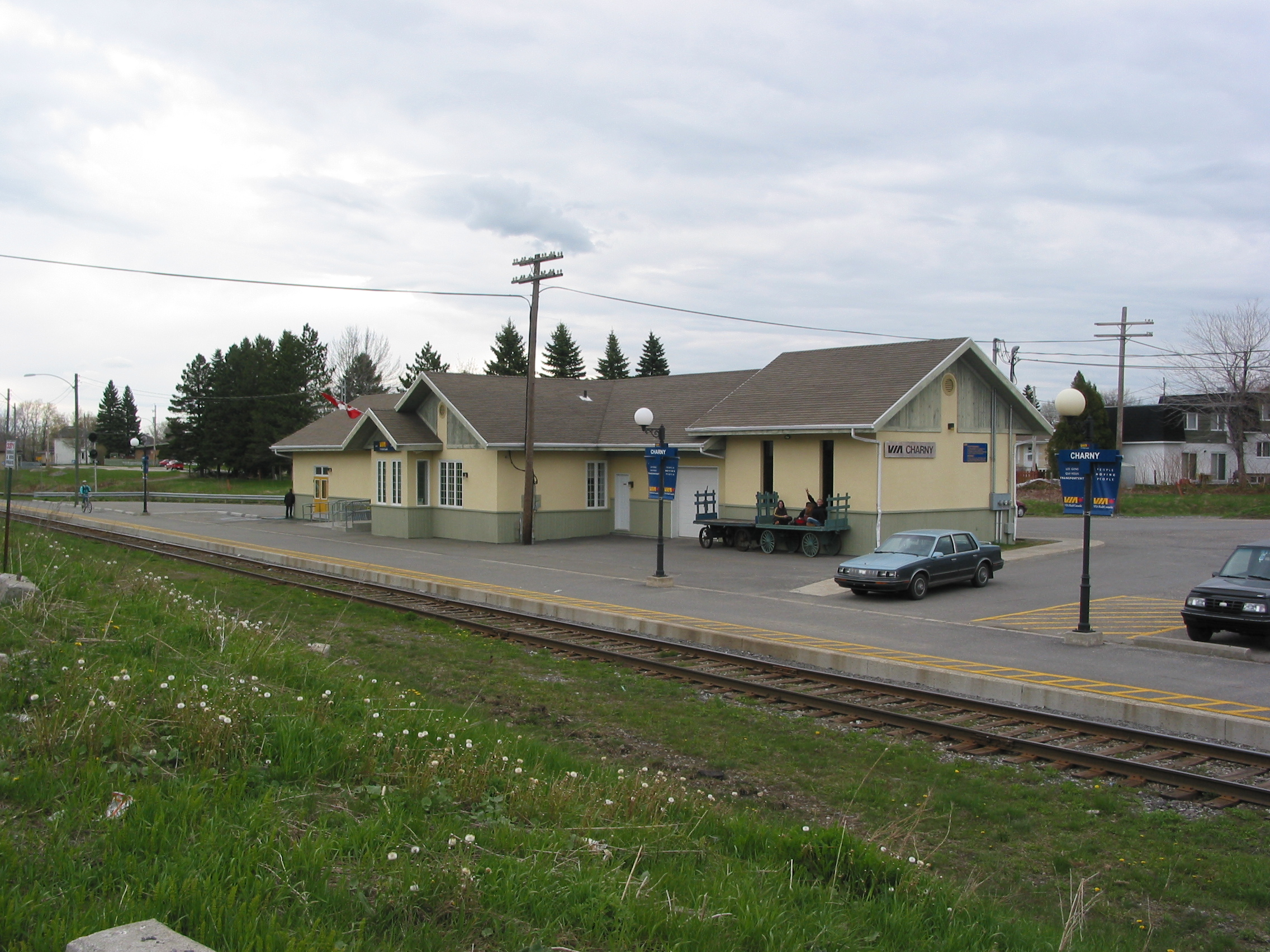
La ciudad de Charny al lado de la vía ferroviaria.

Charny es una pequeña ciudad en el centro de Quebec, Canadá, y al sur de la ciudad de Quebec. Se encuentra localizada en la costa sur del río San Lorenzo. La ciudad de Charny se fusionó con Lévis el 1 de enero de 2002.
Durante el último siglo, Charny ha estado influenciado económica y socialmente por Canadian National, la cual mantiene un patio de trenes en la ciudad, Joffre Yard.
La población de Charny aumentó a finales de los 80 y comienzos de los 90 cuando se reconocieron nuevos vecindarios y las casas se construyeron.
Charny ha sido reconocida regionalmente los últimos 20 años luchando contra Alex Couture Inc, una planta que compraba cadáveres de animales muertos para reciclarlos, y así comercializar productos basados en ellos. La planta producía malos olores y hedores por toda la ciudad. La planta ha instalado filtros para eliminar cualquier hedor.
Hay una cascada que está localizada en la ciudad en el río Chaudière. Ofrece una vista hermosa así como un puente suspendido donde uno puede caminar para atravesar el otro lado del río.

## Población de acuerdo con el censo en Canadá de 2006
- Población: 10,367.
- % de cambio entre el 2001 y 2006: -1.3
- Viviendas: 4,686.
- Densidad por Kilómetro cuadrado: 1,284.6
- Área por kilómetro cuadrado: 8.07